# Braian Aguirre
Braian Nahuel Aguirre (Rafael Calzada, Buenos Aires, Argentina; 28 de julio de 2000) es un futbolista argentino. Juega como lateral derecho y su equipo actual es el S. C. Internacional de la Serie A de Brasil.

## Trayectoria
Aguirre tuvo su debut profesional el 28 de octubre de 2020, en la victoria 3-2 frente a São Paulo por la Copa Sudamericana.

## Estadísticas

### Clubes
Actualizado hasta su último partido disputado el 6 de agosto de 2025.
| Club                         | Div.          | Temporada     | Liga  | Liga  | Liga   | Estatal | Estatal | Estatal | Copas nacionales | Copas nacionales | Copas nacionales | Torneos internacionales | Torneos internacionales | Torneos internacionales | Total | Total | Total  |
| Club                         | Div.          | Temporada     | Part. | Goles | Asist. | Part.   | Goles   | Asist.  | Part.            | Goles            | Asist.           | Part.                   | Goles                   | Asist.                  | Part. | Goles | Asist. |
| ---------------------------- | ------------- | ------------- | ----- | ----- | ------ | ------- | ------- | ------- | ---------------- | ---------------- | ---------------- | ----------------------- | ----------------------- | ----------------------- | ----- | ----- | ------ |
| C. A. Lanús Argentina        | 1.ª           | 2020-21       | —     | —     | —      | —       | —       | —       | 8                | 0                | 0                | 8                       | 1                       | 1                       | 16    | 1     | 1      |
| C. A. Lanús Argentina        | 1.ª           | 2021          | 22    | 0     | 1      | —       | —       | —       | 9                | 0                | 1                | 6                       | 0                       | 0                       | 37    | 0     | 2      |
| C. A. Lanús Argentina        | 1.ª           | 2022          | 16    | 2     | 0      | —       | —       | —       | 12               | 1                | 1                | 8                       | 0                       | 1                       | 36    | 3     | 2      |
| C. A. Lanús Argentina        | 1.ª           | 2023          | 17    | 0     | 1      | —       | —       | —       | 13               | 0                | 1                | —                       | —                       | —                       | 30    | 0     | 2      |
| C. A. Lanús Argentina        | 1.ª           | 2024          | 8     | 0     | 0      | —       | —       | —       | 14               | 1                | 1                | 5                       | 0                       | 0                       | 27    | 1     | 1      |
| C. A. Lanús Argentina        | Total club    | Total club    | 63    | 2     | 2      | 0       | 0       | 0       | 56               | 2                | 4                | 27                      | 1                       | 2                       | 146   | 5     | 8      |
| S. C. Internacional · Brasil | 1.ª           | 2024          | 1     | 0     | 0      | —       | —       | —       | —                | —                | —                | —                       | —                       | —                       | 1     | 0     | 0      |
| S. C. Internacional · Brasil | 1.ª           | 2025          | 15    | 1     | 0      | 12      | 0       | 2       | 4                | 0                | 0                | 6                       | 1                       | 1                       | 37    | 2     | 3      |
| S. C. Internacional · Brasil | Total club    | Total club    | 16    | 1     | 0      | 12      | 0       | 2       | 4                | 0                | 0                | 6                       | 1                       | 1                       | 38    | 2     | 3      |
| Total carrera                | Total carrera | Total carrera | 79    | 3     | 2      | 12      | 0       | 2       | 60               | 2                | 4                | 33                      | 2                       | 3                       | 184   | 7     | 11     |
| 1. 2. 3.                     |               |               |       |       |        |         |         |         |                  |                  |                  |                         |                         |                         |       |       |        |

## Palmarés

### Campeonatos regionales
| Título            | Equipo              | Estado             | Año  |
| ----------------- | ------------------- | ------------------ | ---- |
| Campeonato Gaúcho | S. C. Internacional | Río Grande del Sur | 2025 |